# Fayez al-Tarawneh

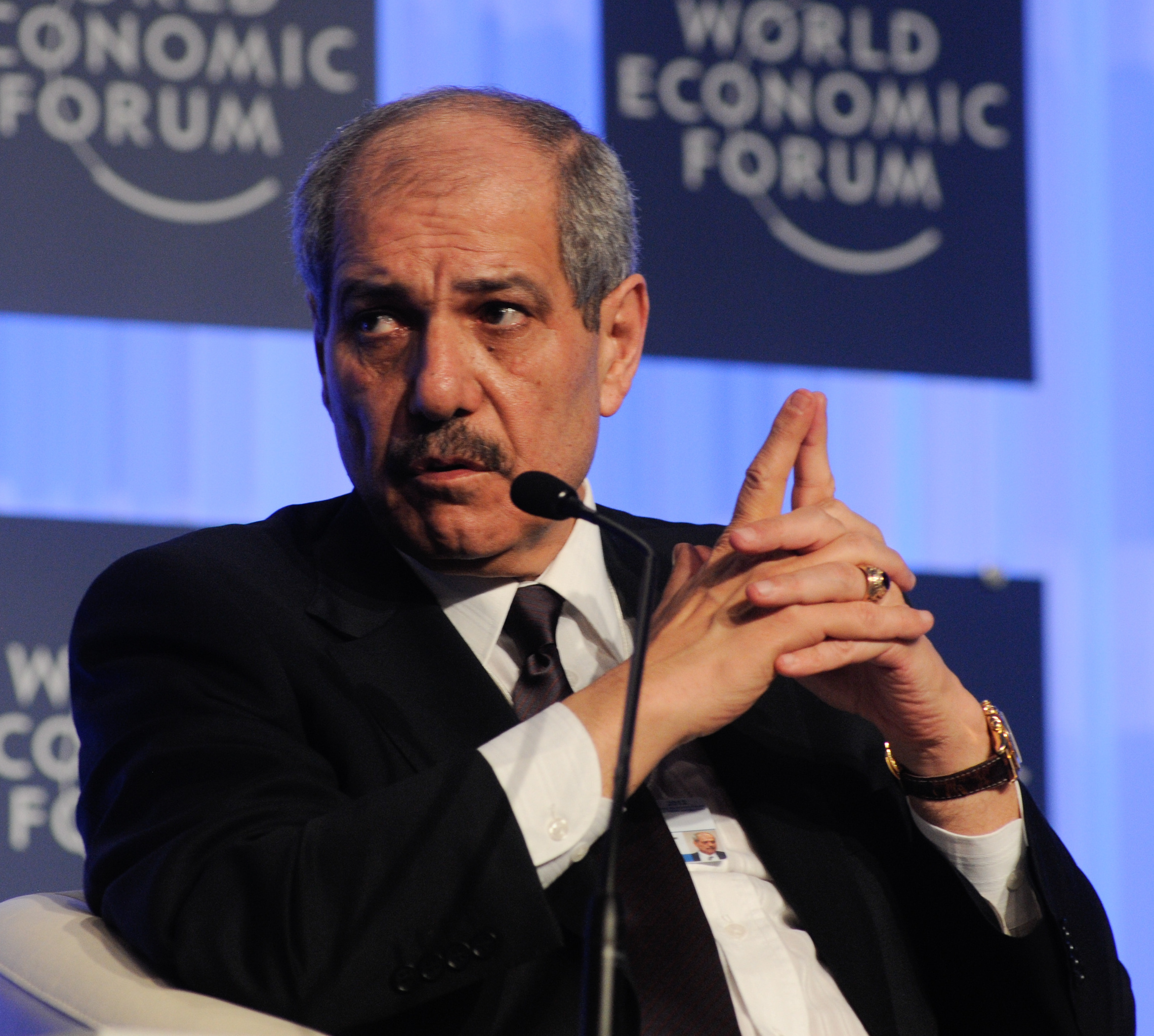
Fayez al-Tarawneh (2012)

Fayez al-Tarawneh (arabisch فايز الطراونة, DMG Fāyiz aṭ-Ṭarāwina; * 1. Mai 1949 in Amman; † 15. Dezember 2021 ebenda) war ein jordanischer Politiker.

## Werdegang
Tarawneh studierte an der Universität von Jordanien sowie an der University of Southern California und trat danach in den Staatsdienst ein. Unter anderem fungierte er als Botschafter seines Landes in den Vereinigten Staaten. Er war vom 20. August 1998 bis zum 4. März 1999 als Nachfolger von Abdelsalam al-Majali  Ministerpräsident von Jordanien. Ihm folgte Abdelraouf al-Rawabdeh. Vom 2. Mai 2012 bis zum 11. Oktober 2012 war Tarawneh als Nachfolger von Aun Schaukat al-Chasauneh erneut Ministerpräsident seines Landes.